# 레오폴트 폰 비제

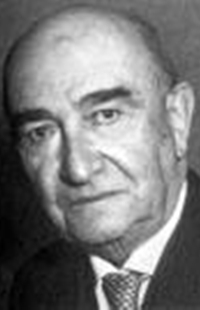

레오폴트 폰 비제(Leopold von Wiese, 1876년 12월 2일 ∼ 1969년 1월 11일)은 독일의 사회학자로, 슐레지엔 출생이다.
베를린대학을 졸업하고, 모교의 강사를 거쳐 1919년 이후 쾰른 대학 교수로 재직하였다.
G.지멜의 형식사회학을 계승하였으나, 그 형식의 개념이 모호한 데서 이를 더욱 발전·체계화하여 관계학으로서 사회학을 주창하였다. 지멜이 사회의 본질을 심적 상호작용이라고 본 것을 사회의 상호관계로 고쳐 파악하고, 결합과 분리라는 2개의 큰 요소와 이에 따르는 사회과정·사회적 거리·사회적 공간·사회형상이라는 4개의 기초범주를 내세워 사회를 설명하였다. 사회학을 개별과학으로 수립한 공적이 매우 크다.

## 주요 저서
- Zur Grundlegung der Gesellschaftslehre, 1906
- Soziologie. Geschichte und Hauptprobleme, 1926
- 《일반사회학 체계》 (Allgemeine Soziologie als Lehre von den Beziehungsbedingungen der Menschen)(1933년)
- Gesellschaftliche Stände und Klassen, 1950
- Der Mitmensch und der Gegenmensch im sozialen Leben der nächsten Zukunft, 1967